# Powrót do domu (komiks)
Powrót do domu (ang. Coming Home) – 6-zeszytowa amerykańska mini-seria komiksowa, wydana w ramach serii The Amazing Spider-Man (vol. 2, nr 30-35) od czerwca do listopada 2001 roku przez Marvel Comics. W Polsce cykl ukazał się dwukrotnie: w 2004 roku w trzech zeszytach kioskowej serii Dobry Komiks i 2012 roku w wydaniu zbiorczym w ramach Wielkiej Kolekcji Komiksów Marvela wydawnictwa Hachette.

## Twórcy
- Scenarzysta – J. Michael Straczynski
- Ołówek – John Romita Jr.(inne języki)
- Tusz – Scott Hanna
- Kolory – Dan Kemp i Avalon Studios
- Redaktor – Axel Alonso
- Redaktor naczelny – Joe Quesada

## Fabuła
Powrót do domu przedstawia walkę Spider-Mana z Morlunem, istotą, która poluje na różne rodzaje zwierząt, by się pożywić. Przeciwnik Spider-Mana jest oszczędny w słowach, przez co ciężej jest go pokonać. Z pomocą superbohaterowi przychodzi nowy znajomy – Ezekiel, który zadaje Morlunowi ciosy na tyle silne, że ten zaczyna krwawić. Dzięki temu Spider-Man może zbadać DNA rywala i odkrywa, że aby go pokonać, musi zaryzykować życiem i wstrzyknąć sobie mieszankę płynów organicznych i roztwór osłonowy.
Wątek z zakończenia Powrotu do domu został rozwinięty w kolejnej historii - The Amazing Spider-Man – Wyznania.